# Heritage film
Heritage film („kino dziedzictwa”) – termin filmoznawczy określający brytyjskie filmy i seriale kostiumowe lat 80. i 90. XX wieku, odwołujące się do brytyjskiej historii i tradycji, wypełnione atmosferą nostalgii, często stanowiące adaptację klasycznych utworów literackich. Autorem terminu jest Charles Barr, który pierwotnie używał go na określenie brytyjskich filmów z lat 40. XX w., w tym Henryka V Laurence’a Oliviera.

## Charakter nurtu
Akcja heritage films rozgrywała się najczęściej w okresie od epoki wiktoriańskiej do II wojny światowej. Przeważnie stanowiły adaptacje klasyki literackiej, m.in. utworów Jane Austen, Evelyna Waugha oraz Edwarda Morgana Forstera, ale ich podstawą mogły być też scenariusze oryginalne. Klasyczne filmy tego nurtu z lat 80. nacechowane były uczuciowością i poruszały głównie problemy prywatne, kwestie historyczne i polityczne marginalizując lub ukazując wyłącznie z prywatnej perspektywy. Większy jednak niż na fabułę nacisk położony był na sposób oddania filmowej rzeczywistości za pomocą bogactwa realistycznych, starannie wykonanych i bardzo estetycznych kostiumów, rekwizytów i scenografii oraz ukazywanie uroków tradycyjnego angielskiego pejzażu, często wiejskiego, z okazałymi posiadłościami. Dbano też o wyszukane aktorstwo i urodę języka. Posługiwano się najczęściej tradycyjnymi środkami filmowymi, unikając eksperymentu.
Późniejsze produkcje filmowe z lat 90., odbiegające często od tych z poprzedniej dekady, bywają także określane jako heritage films, ale klasyfikuje się je także za pomocą pokrewnych terminów, m.in. post-heritage, alternative heritage i revisionist heritage.

## Filmy i przedstawiciele
Jednym z pierwszych filmów nurtu są Rydwany ognia w reżyserii Hugh Hudsona (1981). Za najklasyczniejsze heritage films badacze uznają produkcje wytwórni Merchant Ivory Productions, m.in. Pokój z widokiem, Powrót do Howards End, Okruchy dnia i Maurycy. Do nurtu zaliczane są także filmy Podróż do Indii Davida Leana oraz Miesiąc na wsi Pata O’Connora oraz seriale Powrót do Brideshead, Klejnot w koronie, Duma i uprzedzenie.

## Krytyka
Heritage films były krytykowane za konserwatyzm, bezkrytyczne przedstawianie dawnego, patriarchalnego i konserwatywnego porządku społecznego, a także angielskiej historii i kultury, ujętej w atmosferze nostalgii i bez elementów krytycznych czy refleksyjnych oraz stosowanie anglocentrycznej perspektywy i optyki uprzywilejowanych klas wyższych. W filmach tych można jednak doszukać się subtelnych pierwiastków krytycznych wobec dawnego porządku społecznego oraz angielskiego kolonializmu, przedstawiają też one niekiedy postacie wykluczonych (w tym homoseksualistów lub niezależnych kobiet).
Filmy nurtu były także ganione przez publicystów za uproszczone i powierzchowne adaptowanie wzorców literackich, a także kierowanie swoich utworów do przedstawicieli klasy średniej o niewygórowanych ambicjach intelektualnych. Z kolei Alan Parker skrytykował sielską i rustykalną estetykę filmów, nazywając nurt heritage films szkołą filmową Laury Ashley, nawiązując do charakterystycznego stylu brytyjskiej projektantki.